# Farhiya Abdi
Farhiya Abdi (ur. 31 maja 1992) – szwedzka koszykarka występująca na pozycji silnej skrzydłowej, posiadająca somalijskie korzenie, reprezentantka Szwecji.
23 grudnia 2017 została zawodniczką Wisły Can-Pack Kraków.

## Osiągnięcia
Stan na 21 stycznia 2018, na podstawie, o ile nie zaznaczono inaczej.
Drużynowe
- Mistrzyni Szwecji (2011)
- Zdobywczyni Pucharu Czech (2013)
- Finalistka Pucharu Polski (2018)[4]

- Uczestniczka rozgrywek:
  - Eurocup (2008/2009, 2016/2017)
  - Euroligi (2011/2015, 2016/2017)

Reprezentacja
- Mistrzyni Europy U-20 dywizji B (2011)
- Brązowa medalistka mistrzostw Europy U-18 (2009)
- Uczestniczka:
  - kwalifikacji do Eurobasketu (2013, 2017)
  - mistrzostw Europy:
    - U-20 (2012 – 6. miejsce)
    - U-18 (2009, 2010 – 8. miejsce)
    - U-16 (2007, 2008 – 4. miejsce)
- MVP Eurobasketu kobiet U-16 (2008)